# 英啓
英啓（1835年—？），字子佑，号續村，安氏，漢軍鑲白旗人，籍沈阳。清朝政治人物，進士出身。

## 生平
咸丰八年（1858）戊午举人。咸豐九年登進士，改庶吉士。咸豐十年，散館后，授翰林院編修。曾任四川灌县知县。清同治六年（1867），任湖北黄州府知府，官知府前后近二十年。后任兩廣鹽運使七年，光绪二十四年（1898年），因耳疾归京师，又有报导称其因“回旗省墓”。同治十二年顺天乡试同考官，光绪二年广东乡试副主考。
在黄冈知府任上，同治七年为重修的赤壁东坡祠（1930年左右毁于火灾）题写对联道：“游客几追从，杯酒盘鱼，到处可知鸿踏雪；仙祠重结构，风帘月幌，有时应见鹤横江”；同治七年（1868）率属捐建河东书院，光绪五年书院遭灾，英启再次督率修复；光绪五年劝捐修复黄州青云塔 (黄冈市)，光绪八年劝捐扩建黄州府试院。其执政事迹载《問津院志》（1905）。
著《保愚轩诗文集》（诗、文各一卷，含诗268首，多记黄冈及鄂州名胜）、《雪堂唱和集》。修《黄州府志》40卷首一卷（光绪十年（1884）刊本）。在京任职时，与同事、咸豐六年（1856年）丙辰科进士诗人董文煥（又董文涣）时有往来（载《清季洪洞董氏日記六種》）。为黄州府《[光绪]罗田县志》作序。为正蓝旗汉军胡俊章、多祺所辑《春明诗课汇选》鉴定并序。为遼寧名醫徐延祚的《铁如意轩医书四种》作序。

## 家庭
- 曾祖父安毓。
- 祖父安永祥。
- 生父安鼒。生母王氏。
- 养父安鼐。养母龔氏（三繼妻）。
- 胞兄安英惠，咸丰元年辛亥科举人。妻佟佳氏，其：
  - 父正藍旗漢軍、戶部筆帖式盛椿（字郁庭），母周氏；祖父滙慶，勤惠公佟養性之后。
  - 两胞姊佟佳氏，分别原、继配嫁正黃旗滿洲、道光庚戌科進士格濟勒氏成琦（父嘉慶己未科進士廉善，胞叔嘉慶己未科進士廉能，祖父刑部侍郎懷謙，曾祖乾隆丙辰科進士懷蔭布）。其子紀瑞，原配薩克察氏，继配富察氏（父鑲黃旗滿洲、道光庚戌科進士恒林 (道光进士)）。
- 妻王氏。
- 子安氏（名不详）。
- 孙儿安世進。妻尚氏，其父镶蓝旗汉军尚久恕，姑母尚氏嫁正蓝旗宗室志清（其父光緒壬辰進士文靖公寶熙，祖父同治甲戌科進士宗室奎郁，曾祖道光壬午科進士受慶）；祖父尚其承，祖母楊氏（父正紅旗漢軍楊霟，胞叔同治乙丑科探花楊霽，祖楊超格，曾祖嘉庆八年舉人楊書績，曾祖母姚氏系內務府正白旗漢軍、乾隆戊子科舉人姚明新（父總管內務府大臣兼礼部侍郎姚永泰）与楊瓊華（祖父正白旗漢軍、兵部尚書、雲貴總督楊應琚）之女）；祖伯父光緒壬辰科進士尚其亨。